# IC 371
IC 371 — галактика типу * (зірка) у сузір'ї Ерідан.
Цей об'єкт міститься в оригінальній редакції індексного каталогу.